# 赤龍の女
『LOVERS＆KILLERS 赤龍の女』（ラバーズ アンド キラーズ せきりゅうのおんな）は、2006年10月14日公開の日本映画。

## あらすじ
これは、悲しみにまみれたひとりの女の復讐劇…
とある組織の組員が、何者かによって次々に殺害される事件が起こった。捜査によると被害者はすべて鋭利な刃物による惨殺だった。屈強な男でさえ一刀両断にされてしまうほどの達人ぶり。誰が見ても鮮やかすぎるプロの仕業。僅かな手掛かりは「赤い龍の刺青を持つ女」ということだけ。
危機感を抱いた組織幹部・荒巻は総力を挙げて「赤龍の女」の手掛かりを探す。やがて浮かび上がるひとりの女性（由衣）の存在。だがそれは、荒巻が可愛がる舎弟国本が生涯唯一愛した女だった。明らかになるすべての謎。10年前の「朝比奈一家殺害事件」の真相。
そして由衣こそがその事件の唯一人の生き残りであり、その事件の犯人であった荒巻への復讐を誓う「赤龍の女」であったという事実。
すべてを悟った荒巻は、全組員を引き連れ、由衣を仕留めるべく行動を開始する。組員たちはついに由衣の居場所を突き止め、港の廃倉庫へと追い詰める。鮮やかな赤いドレスを身に纏い、日本刀一本で男たちに立ち向かう由衣。蝶のような艶やかな剣捌きで男たちは次々と血しぶきをあげていく。
そしていよいよボス・荒巻との対面。隣には愛と義理の狭間で揺れ動く国本の姿が…。組織の忠義を取るか、由衣との愛を取るか…葛藤の末、国本は拳銃を構え、トリガーを引く…。果たして銃弾の行方は…そして2人の愛の結末は…？

## キャスト
- 朝比奈（片桐）由衣・美崎悠
- 國本朗・・・・・・・武智健二
- 荒巻源一郎・・・・・遠藤憲一
- 音松一号・・・・・・我修院達也
- マスター（片桐）・・大葉健二

- 新城・・・・・・・・島津健太郎
- 木戸・・・・・・・・中田一歩
- 梅花（メイファ）・・和泉奈保
- 志野・・・・・・・・副島新五
- 金城・・・・・・・・佐渡山順久
- 黒澤会前組長・・・・稲森誠
- 和泉秀一郎・・・・・藤榮史哉
- 由衣（幼少時代）・・長谷川美和
- 音松二号・・・・・・末満健一
- 音松三号・・・・・・三谷恭子
- 彫り猫・・・・・・・恩地徹
- 朝比奈宗志・・・・・岡本良史
- 朝比奈智子・・・・・吉沢キヨ
- 近藤・・・・・・・・宇野山和夫
- 栗山・・・・・・・・東卓磨
- 佐藤・・・・・・・・八田浩司
- 寿美香・・・・・・・紅音ほたる
- 朱美・・・・・・・・赤坂なつみ
- ねね・・・・・・・・宮良ちせ
- みゆき・・・・・・・里加
- 金村陽子・・・・・・烏谷美保
- ホステス・・・・・・mari
- キャスター・・・・・中西尚成
- 三村誠二・・・・・・嶋広史

## スタッフ
- 監督：市川徹
- 製作：小林正人（GPミュージアムソフト）
- プロデューサー：岡真太郎、長谷川永吉
- 脚本：末満健一、長谷川永吉
- 構成：寺崎要
- 撮影：立花宣
- 照明：井上敏彦
- 録音：大西覚
- スチール：一宮巌
- メイク：田中玲伊子衣裳：山崎恵子進行：岡留臣兵
- 特殊効果：ギミック、バイロテック
- 助監督：田代将史
- ビデオグラム版スーパーバイザー：名古屋崇、森元美博、高山星一、浦川隆行
- 制作：長谷川商店エンターテイメント
- 製作：GPミュージアムソフト

## ソフト
- DVD：2006年11月25日 GPミュージアムソフト